# Evolvulus stellariifolius
Evolvulus stellariifolius är en vindeväxtart som beskrevs av V. Ooststr. Evolvulus stellariifolius ingår i släktet Evolvulus och familjen vindeväxter. Inga underarter finns listade i Catalogue of Life.